# Pałac Beliny-Brzozowskiego w Odessie
Pałac Beliny-Brzozowskiego – neogotycki pałac w Odessie, znajduje się w pobliżu Bulwaru Nadmorskiego. Został wybudowany w XIX wieku przez Zenona Belinę-Brzozowskiego i miał mu służyć za siedzibę w mieście, przez które eksportował zboże ze swoich majątków w Sokołówce na terenie dawnego województwa bracławskiego.
Pałac ma dwa piętra i był wzorowany na angielskich zamkach, a zaprojektował go Feliks Gąsiorowski. Na elewacji zbudowano wieloboczne baszty i smukłe wieżyczki z krenelażem.
W pałacu tym właściciel gościł zaprzyjaźnionego z nim Juliusza Słowackiego. Budynek był też miejscem spotkań licznych miejscowych Polaków. Po Zenonie Izydorze pałac odziedziczył Jan Belina-Brzozowski. Do 1919 roku konsulem RP w Odessie był Zenon Karol Belina-Brzozowski.

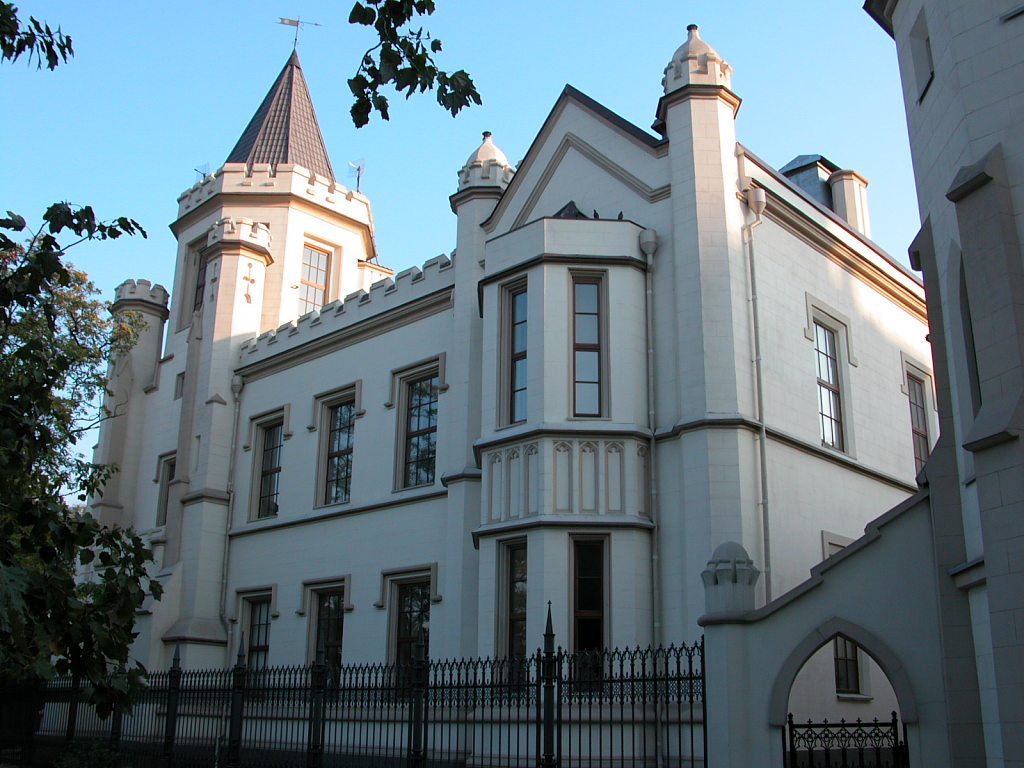
Pałac Beliny-Brzozowskiego
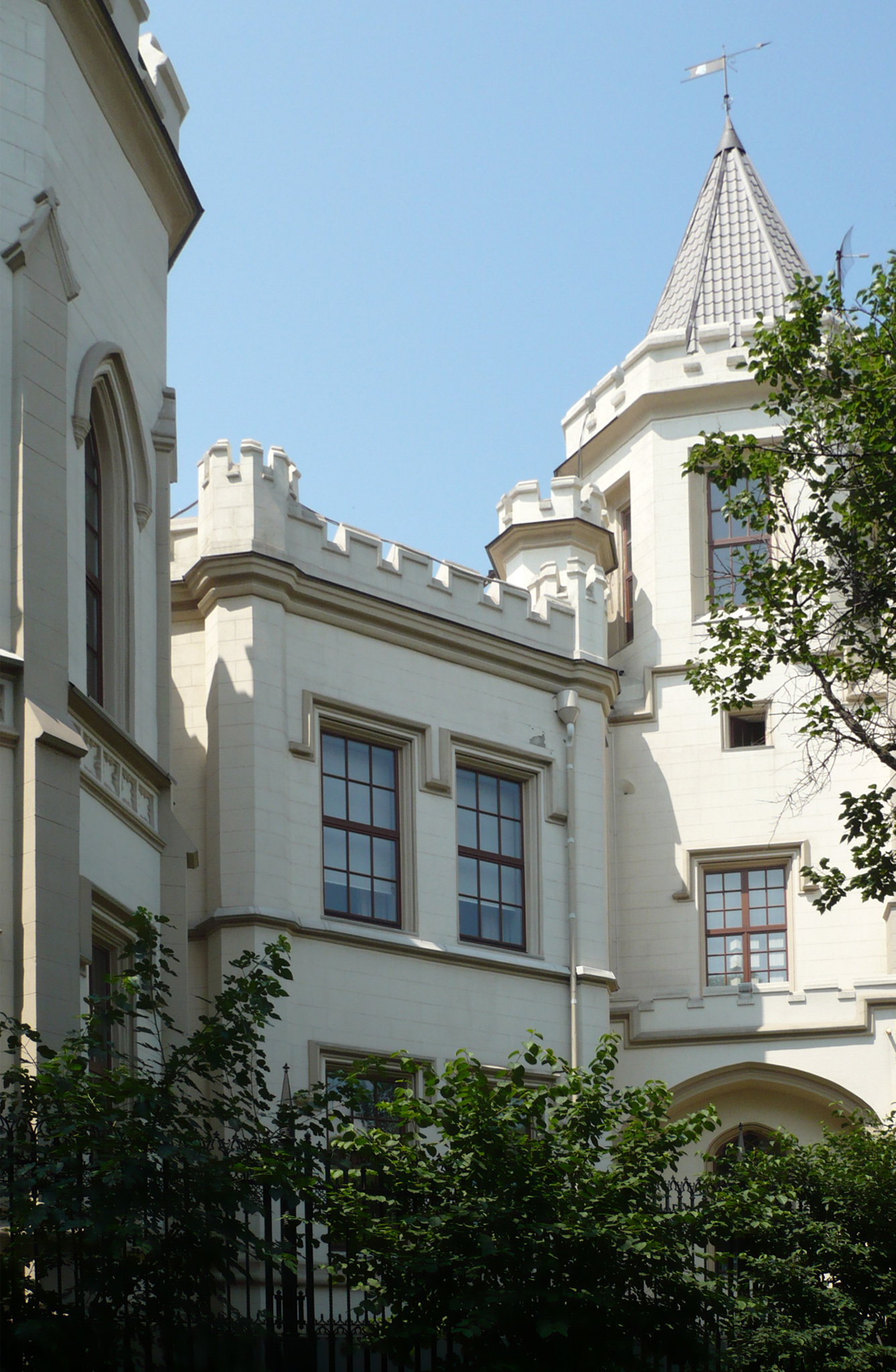
Pałac Beliny-Brzozowskiego